# 안드레아 폴리
안드레아 폴리(이탈리아어: Andrea Poli, 1989년 9월 29일 ~ )는 이탈리아 축구 선수이며, 세리에 B 모데나의 미드필더이다.

## 클럽 커리어
안드레아 폴리는 세리에 B에 있던고향의 축구 클럽팀인 트레비소 FBC에서 축구 생활을 시작했다. 2007년 1월 31일에 세리에 A의 클럽인 UC 삼프도리아가 공동소유권을 사들였고 그 시즌이 끝나고 삼프도리아로 완전 이적할 때까지 트레비소에서 임대생활을 했다. 2007년 11월 4일 칼리아리 칼초에게 0:3으로 지고 있던 상황에서 첫 세리에 A 대뷔무대를 치렀다. 2007-2008 시즌에 폴리는 삼프도리아의 프리마베라(U-20)의 일원이 되어 참피오나토 프리마베라에서 우승을 차지하기도 했다. 2008-2009 시즌에는 사수울로로 경험을 쌓기 위해 임대를 갔으며 임대가 끝난 후 2009년 여름에 삼프도리아로 돌아와 그 시즌에 팀이 리그 4위를 차지하는 데 큰 공헌을 하였다. 2010-2011 시즌에는 삼프도리아 세리에 B로 강등당함에 따라 안드레아 폴리도 2부 리그로 가야만 했다.
2011년 8월 28일에 FC 인테르나치오날레 밀라노는 안드레아 폴리를 임대를 하면서 2012년에 그를 완전 영입할 수 있는 옵션을 포함한 계약을 치렀다. 폴리는 코파 이탈리아 결승전에서 제노아 CFC를 상대로 득점하였으며 2:1로 인테르가 승리하면서 코파 이탈리아를 우승하였다.

### 밀란
7월 8일, 폴리는 밀란의 여름 시장 세 번째 이적생이 되는 것에 동의했다.

## 우승 경력
삼프도리아
- 참피오나토 나지오날레 프리마베라 (1): 2007–08 (유스)
- 코파 이탈리아 (1): 2008–09 (준우승)

인테르나치오날레
- 코파 이탈리아 (1): 2011–12 (우승)